# アンホーリー 忌まわしき聖地
『アンホーリー 忌まわしき聖地』（アンホーリー いまわしきせいち、The Unholy）は2021年のアメリカ合衆国のホラー映画。脚本家出身のエヴァン・スピリオトポウロス監督のデビュー作で、出演はジェフリー・ディーン・モーガンとクリケット・ブラウンなど。ジェームズ・ハーバートが1983年に上梓した小説『奇跡の聖堂』を原作とし、地方の町で聴覚障害のある少女が急に耳が聞こえるようになる奇跡を目撃したジャーナリストと、その後の不吉な出来事を描いている。
日本国内で劇場公開されなかったが、2022年3月23日よりデジタル配信された。

## ストーリー
超常現象を専門とするジャーナリスト、ジェリー・フェンは聾唖の女の子（アリス）が声を発するのを耳にした。超常現象の存在に懐疑的だったジェリーといえど、自分の耳で実際に聞いたことまでは疑うことができず、本格的な調査に乗り出すことにした。アリスが「自分が声を出せるようになったのは聖母マリアのお陰である」と主張したこともあり、この一件は地元住民だけではなく、カトリック教会からも大いに注目されることになった。ところが、ジェリーや聖職たちが調査を進める中で、「奇跡」に隠された恐ろしい秘密が明らかになるのだった。

## キャスト
※括弧内は日本語吹替。
- ジェリー・フェン: ジェフリー・ディーン・モーガン（白熊寛嗣） - ジャーナリスト。
- アリス・パジェット: クリケット・ブラウン（中村美怜） - 聾唖の少女。
- ヘイガン神父: ウィリアム・サドラー（関口雄吾） - アリスの叔父。育ての親。
- ナタリー・ゲイツ: ケイティ・アセルトン（反町有里） - 医師。
- ジャイルズ司教: ケイリー・エルウィス
- デルガード司祭: ディオゴ・モルガド（英語版） - バチカンから派遣された司祭。
- ギアリー: ベイツ・ワイルダー - 牛飼い。
- メアリー・エルノア: マリナ・マゼーパ - 1845年に魔女として処刑された女性。
  - 声: ローナ・ラーキン
- モニカ・スレイド: クリスティーン・アダムス（英語版） - 有名新聞社のデスク。
- トビー・ウォルシュ: ダニー・コルボ/ソニー・コルボ - 足の不自由な少年。
- ダン・ウォルシュ: ダスティン・タッカー - トビーの父。
- ソフィア・ウォルシュ: ジゼラ・チップ - トビーの母。
- マックス: マイケル・シュトラウス - ジェリーに取材を依頼したメディアの担当者。
- アリス: マディソン・ラプランテ - アリスを信奉する10代の少女。
- プレスコット神父: ビル・ソープ - メアリー・エルノアを処刑した神父。

## 製作
2018年12月3日、新作映画『Shrine』の監督にエヴァン・スピリオトポウロスが起用されたと報じられた。2019年9月18日、ジェフリー・ディーン・モーガンの出演が決まったとの報道があった。11月12日、ジョーダナ・ブリュースターの起用が発表された。2020年2月27日、ケイティ・アセルトン（降板することになったブリュースターの代役）、ウィリアム・サドラー、ディオゴ・モルガド、マリーナ・マゼパ、クリケット・ブラウン、クリスティーン・アダムス、ケイリー・エルウィスらがキャスト入りした。

### 撮影・音楽
2020年2月、本作の主要撮影がマサチューセッツ州で始まったが、3月中旬、新型コロナウイルスの流行が拡大したことを受けて撮影が一時中断された。
2021年3月9日、ジョセフ・ビシャラが本作で使用される楽曲を手掛けるとの報道があった。4月9日、ソニー・クラシカルが本作のサウンドトラックを発売した。

## マーケティング・興行収入
2021年3月8日、本作のタイトルが『Shrine』から『The Unholy』に変更された。12日、本作のオフィシャル・トレイラーが公開された。4月2日、本作は全米1850館で封切られ、公開初週末に315万ドルを稼ぎ出し、週末興行収入ランキング初登場2位となった。

## 評価
本作に対する批評家の評価は芳しいものではない。映画批評集積サイトのRotten Tomatoesには50件のレビューがあり、批評家支持率は28%、平均点は10点満点で4.8点となっている。サイト側による批評家の見解の要約は「恐怖を感じるようなシーンはほとんどなく、退屈だと感じさせる場面が多い。『アンホーリー 忌まわしき聖地』は使い古された型―しかも、それは宗教を題材にしたホラー映画で何千回と使われてきたものである―にハマってしまったと言える。」となっている。また、Metacriticには15件のレビューがあり、加重平均値は36/100となっている。なお、本作のCinemaScoreはC＋となっている。